# Bodzafordulói-hegyek

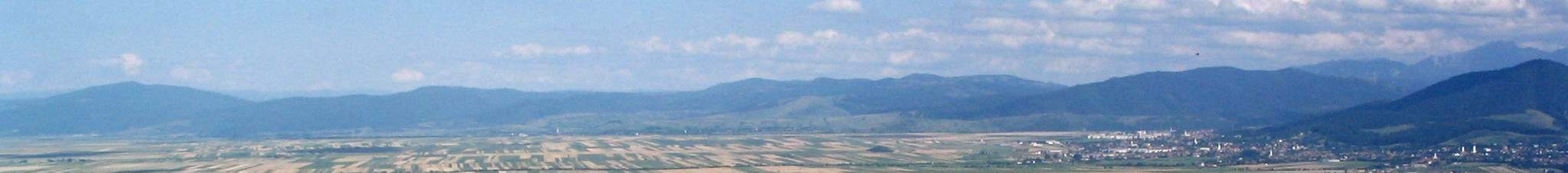
A Bodzafordulói-hegyek és a Csukás-hegység a Brassói-medence keleti szélén. Jobbra látható a Csukás-hegy (1954 m), balra a Piliske (1223 m).

A Bodzafordulói-hegyek (románul: Clăbucetele Întorsurii) a Kárpátkanyar része, a Csukás-hegység, a Bodzai-havasok, a Háromszéki-havasok, a Brassói-medence és a Felső-háromszéki-medence között terül el Romániában, Kovászna megye és Brassó megye területén. A szomszédos hegységekhez képest alacsony, legmagasabb pontjai alig haladják meg az 1200 métert. A hegység félkör alakú, hossza ~35 km, szélessége ~10 km, belső felén helyezkedik el Bodzaforduló. A legmagasabb hegy a megyehatáron fekvő Piliske (1223 m).